# Élection de Miss Prestige national 2016
 (décembre 2017).
L’élection de Miss Prestige national 2016 a été la sixième élection du Comité Miss Prestige national. La gagnante, Émilie Secret, a succédé à Margaux Deroy, Miss Prestige national 2015. La cérémonie a eu lieu au cabaret Le Paradis des Sources, à Soultzmatt en Alsace le 16 janvier 2016. Cette élection a été la dernière de Geneviève de Fontenay comme présidente d'honneur du comité Miss Prestige national. Elle a fait ses adieux sur la scène du Paradis des Sources.
L'élection de Miss Prestige national 2016 a été produite par le comité Miss Prestige national.

## Classement final
| Titre                       | Candidates |
| --------------------------- | --- |
| Miss Prestige national 2016 | - Miss Prestige Picardie - Émilie Secret |
| 1re Dauphine                | - Miss Prestige Lorraine - Sarah Aoutar |
| 2e Dauphine                 | - Miss Prestige Alsace - Téanie Jaquet |
| 3e Dauphine                 | - Miss Prestige Flandre-Artois - Annie Vandeweghe |
| 4e Dauphine                 | - Miss Prestige Réunion - Prescilla Sandenon |
| Demi-finalistes             | - Miss Prestige Bretagne - Louella Daviaud - Miss Prestige Languedoc - Stéphanie Dommery - Miss Prestige Pays de l'Ain - Laurie Sibelle - Miss Prestige Pays de Loire - Noémie Savarieau - Miss Prestige Pays de Savoie - Alicia Denys - Miss Prestige Provence - Alizée Bonillo - Miss Prestige Rhône-Alpes - Karen Hermelin |

## Candidates[1]
| Région                                  | Nom                  | Âge    | Taille | Résidence           | Élue le                                    |
| --------------------------------------- | -------------------- | ------ | ------ | ------------------- | ------------------------------------------ |
| Miss Prestige Albigeois-Midi toulousain | Elise Ribet          | 19 ans | 1,70 m | Saubens             | 6 décembre 2015 à Saint-Orens-de-Gameville |
| Miss Prestige Alsace                    | Téanie Jaquet        | 22 ans | 1.70 m | Sundhouse           | 24 octobre 2015 à Neuf-Brisach             |
| Miss Prestige Aquitaine                 | Laura Hostein        | 22 ans | 1,72 m | Guillac             | 20 novembre 2015 à Gauriaguet              |
| Miss Prestige Auvergne-Pays du Velay    | Livia Hoarau         | 18 ans | 1,72 m | Clermont-Ferrand    | 7 novembre 2015 à Sainte-Sigolène          |
| Miss Prestige Bourgogne                 | Julia Gouedan        | 19 ans | 1,80 m | Perrigny            | 24 octobre 2015 à Louhans                  |
| Miss Prestige Bretagne                  | Louella Daviaud      | 22 ans | 1,75 m | Nantes              | 14 novembre 2015 à Nantes                  |
| Miss Prestige Champagne-Ardennes        | Emily Hamard         | 24 ans | 1,76 m | Polisy              | 28 novembre 2015 à Villers-Semeuse         |
| Miss Prestige Côte d'Azur               | Ksenia Antonova      | 21 ans | 1,75 m | Nice                | 19 décembre 2015 à Nice                    |
| Miss Prestige Flandre-Artois            | Annie Vandeweghe     | 24 ans | 1,71 m | Grande-Synthe       | 18 décembre 2015 à Loon-Plage              |
| Miss Prestige Franche-Comté             | Morgane Maillard     | 18 ans | 1,80 m | Fourbanne           | 31 octobre 2015 à Poligny                  |
| Miss Prestige Guyane                    | Elodie Clovis        | 23 ans |        | Cayenne             | 13 décembre 2014 à Cayenne                 |
| Miss Prestige Hainaut-Val-de-Sambre     | Ophélie Dez          | 22 ans | 1,85 m | Maubeuge            | 19 septembre 2015 à Jeumont                |
| Miss Prestige Languedoc                 | Stéphanie Dommery    | 23 ans | 1,73 m | Bagnols-sur-Cèze    | 20 décembre 2015 à La Grande-Motte         |
| Miss Prestige Limousin                  | Alison Salapic       | 18 ans | 1,72 m | Guéret              | 21 novembre 2015 à Limoges                 |
| Miss Prestige Loire-Forez Saint-Etienne | Ophélie Luceron      | 19 ans | 1,73 m | Roanne              | 26 septembre 2015 à Saint-Étienne          |
| Miss Prestige Lorraine                  | Sarah Aoutar         | 19 ans | 1,73 m | Thionville          | 5 décembre 2015 à Longwy                   |
| Miss Prestige Martinique                | Naomi Exilie         | 18 ans | 1,73 m | Le François         | 31 octobre 2015 à Fort-de-France           |
| Miss Prestige Midi-Pyrénées             | Emilie Maestracci    | 20 ans | 1,82 m | Gourdan-Polignan    | 12 décembre 2015 à Caraman                 |
| Miss Prestige Normandie                 | Taylord Roblin       | 21 ans | 1,72 m | Troarn              | 1er novembre 2015 à Forges-les-Eaux        |
| Miss Prestige Paris-Île-de-France       | Sonia Mansour        | 22 ans | 1,73 m | Enghien-les-Bains   | 4 décembre 2015 à Paris                    |
| Miss Prestige Pays de l'Ain             | Laurie Sibelle       | 21 ans | 1,78 m | Péronnas            | 4 décembre 2015 à Viriat                   |
| Miss Prestige Pays de Loire             | Noémie Savarieau     | 22 ans | 1,72 m | La Roche-sur-Yon    | 29 août 2015 à La Faute-sur-Mer            |
| Miss Prestige Pays de Savoie            | Alicia Denys         | 18 ans | 1,72 m | Vougy               | 29 novembre 2015 à Annecy                  |
| Miss Prestige Picardie                  | Émilie Secret        | 23 ans | 1,74 m | Saint-Quentin       | 20 décembre 2015 à Saint-Quentin           |
| Miss Prestige Poitou-Charentes          | Clara Augry          | 19 ans | 1,71 m | Saint-Jean-d'Angély | 31 octobre 2015 à Surgères                 |
| Miss Prestige Provence                  | Alizée Bonillo-Nugue | 21 ans | 1,84 m | Marseille           | 28 novembre 2015 à Lançon-Provence         |
| Miss Prestige Réunion                   | Prescilla Sandenon   | 20 ans | 1,76 m | Saint-André         | 28 novembre 2015 à L'Étang-Salé            |
| Miss Prestige Rhône-Alpes               | Karen Hermellin      | 23 ans | 1,80 m | Bron                | 22 novembre 2015 à Saint-Quentin-Fallavier |
| Miss Prestige Roussillon                | Marine Mercier       | 22 ans | 1.71 m | Baho                | 12 décembre 2015 à Collioure               |

## Déroulement de la cérémonie
La cérémonie est présentée par Olivier Minne pour la seconde année consécutive. L'élection est produite par Alsace 20, chaîne locale où se déroule l'évènement, en collaboration avec Phoenix International. Quatorze chaînes régionales retransmettent simultanément l'élection sur la TNT.

### Jury
Le jury complet est composé de sept personnalités:
| Membre                             | Notes                                                       |
| ---------------------------------- | ----------------------------------------------------------- |
| Jean Réveillon (président du jury) | Ancien directeur général de France 2                        |
| Sophie Darel                       | Présentatrice de télévision, actrice et chanteuse française |
| Jean-Pierre Savelli                | Chanteur du groupe Peter et Sloane                          |
| Samy Naceri                        | Acteur et producteur                                        |
| Alexis Guiliani                    | 1re dauphine de Miss Prestige national 2015                 |

## Observations sur les candidates